# Тырнова (Единецкий район)
Тырнова (рум. Tîrnova, Тырново) — село в Единецком районе Молдавии. Относится к сёлам, не образующим коммуну.

## География
Село расположено на высоте 180 метров над уровнем моря.

## Население
По данным переписи населения 2004 года, в селе Тырнова проживает 2050 человек (968 мужчин, 1082 женщины).
Этнический состав села:
| Национальность | Число жителей | Процентный состав |
| -------------- | ------------- | ----------------- |
| молдаване      | 1745          | 85.12             |
| украинцы       | 282           | 13.76             |
| русские        | 12            | 0.59              |
| румыны         | 8             | 0.39              |
| прочие         | 3             | 0.15              |
| Всего          | 2050          | 100 %             |

## Известные уроженцы
- Еремей, Григорий Исидорович (род. 1935) — советский и молдавский политик, народный депутат СССР (1989—1992).